# Tour dei Rondò Veneziano
Questa pagina ha tutte le tournée del gruppo italiano Rondò Veneziano.

## 1993
| Data (1993)    | Città                | Paese    | Luogo               |
| -------------- | -------------------- | -------- | ------------------- |
| Europa         |                      |          |                     |
| 28 aprile 1993 | Milano               | Italia   | Teatro Smeraldo     |
| 2 maggio 1993  | Ravensburg           | Germania | Oberschwabenhalle   |
| 4 maggio 1993  | Essen                | Germania | Grugahalle          |
| 5 maggio 1993  | Norimberga           | Germania | Meistersingerhalle  |
| 6 maggio 1993  | Francoforte sul Meno | Germania | Alte Oper           |
| 7 maggio 1993  | Würzburg             | Germania | Carl - Diem - Halle |
| 9 maggio 1993  | Berlino              | Germania | ICC 1               |
| 12 maggio 1993 | Nancy                | Francia  | /                   |
| 13 maggio 1993 | Parigi               | Francia  | /                   |
| 15 maggio 1993 | Lione                | Francia  | /                   |
| 16 maggio 1993 | Monte Carlo          | Monaco   | /                   |

## 1995
| Data (1995)    | Città             | Paese  | Luogo           |
| -------------- | ----------------- | ------ | --------------- |
| 12 luglio 1995 | San Polo di Piave | Italia | Parco Gambrinus |

## 1996
| Data (1996)    | Città     | Paese   | Luogo |
| -------------- | --------- | ------- | ----- |
| Europa         |           |         |       |
| 19 aprile 1996 | Bruxelles | Belgio  | /     |
| 29 giugno 1996 | Catania   | Italia  | /     |
| 30 luglio 1996 | Kufstein  | Austria | /     |
| 31 luglio 1996 | Villaco   | Austria | /     |
| 1º agosto 1996 | Graz      | Austria | /     |

## 2001
| Data (2001)      | Città                 | Paese    | Luogo                          |
| ---------------- | --------------------- | -------- | ------------------------------ |
| Europa           |                       |          |                                |
| 4 gennaio 2001   | Basilea               | Svizzera | Musical Theatre                |
| 5 gennaio 2001   | San Gallo             | Svizzera | Olma Halle                     |
| 6 gennaio 2001   | Friburgo in Brisgovia | Germania | Konzerthaus                    |
| 7 gennaio 2001   | Zurigo                | Svizzera | Kongresshaus Zurich            |
| 8 gennaio 2001   | Friburgo              | Svizzera | /                              |
| 9 gennaio 2001   | Ulma                  | Germania | Brahms Saal                    |
| 10 gennaio 2001  | Friedrichshafen       | Germania | Graf Zeppelin Haus             |
| 12 gennaio 2001  | Amburgo               | Germania | CCH                            |
| 13 gennaio 2001  | Rostock               | Germania | Stadthalle                     |
| 14 gennaio 2001  | Magdeburgo            | Germania | Stadthalle                     |
| 15 gennaio 2001  | Berlino               | Germania | Theater des Westens            |
| 16 gennaio 2001  | Chemnitz              | Germania | Stadthalle                     |
| 17 gennaio 2001  | Cottbus               | Germania | Stadthalle                     |
| 23 gennaio 2001  | Weiden                | Germania | Max Reger Halle                |
| 24 gennaio 2001  | Ingolstadt            | Germania | Festsaal                       |
| 25 gennaio 2001  | Gera                  | Germania | Congresszentrum                |
| 26 gennaio 2001  | Würzburg              | Germania | Congresszentrum                |
| 8 marzo 2001     | Monaco di Baviera     | Germania | Philharmonie Gasteig           |
| 16 aprile 2001   | Venezia               | Italia   | Festa privata                  |
| 11 maggio 2001   | Norimberga            | Germania | Meistersingerhalle             |
| 24 giugno 2001   | Lachen                | Svizzera | Festa privata                  |
| 7 settembre 2001 | Monte Carlo           | Monaco   | Sporting Club Monte Carlo      |
| 29 novembre 2001 | Hambergen             | Germania | Mehrzweckhalle                 |
| 30 novembre 2001 | Lipsia                | Germania | Alte Oper                      |
| 2 dicembre 2001  | Graz                  | Austria  | Congress Centrum Stefaniensaal |
| 3 dicembre 2001  | Villaco               | Austria  | Teatro Tenda                   |
| 4 dicembre 2001  | Salisburgo            | Austria  | Grosses Festspielhaus          |
| 5 dicembre 2001  | Vienna                | Austria  | Kozerthaus                     |
| 7 dicembre 2001  | Immenstadt im Allgäu  | Germania | Konzerthaus                    |
| 9 dicembre 2001  | Karlsruhe             | Germania | Konzerthaus                    |
| 10 dicembre 2001 | Stoccarda             | Germania | Liederhalle Kongresszentrum    |

## 2002
| Data (2002)     | Città           | Paese    | Luogo |
| --------------- | --------------- | -------- | ----- |
| Europa          |                 |          |       |
| 3 gennaio 2002  | Basilea         | Svizzera | /     |
| 4 gennaio 2002  | Friburgo        | Svizzera | /     |
| 3 gennaio 2002  | Berna           | Svizzera | /     |
| 6 gennaio 2002  | Zurigo          | Svizzera | /     |
| 7 gennaio 2002  | San Gallo       | Svizzera | /     |
| 8 gennaio 2002  | Donaueschingen  | Germania | /     |
| 10 gennaio 2002 | Friedrichshafen | Germania | /     |
| 12 gennaio 2002 | Ratisbona       | Germania | /     |
| 13 gennaio 2002 | Stoccarda       | Germania | /     |
| 20 marzo 2002   | Bregenz         | Austria  | /     |
| 21 marzo 2002   | Salisburgo      | Austria  | /     |
| 22 marzo 2002   | Graz            | Austria  | /     |
| 24 marzo 2002   | Linz            | Austria  | /     |
| 25 marzo 2002   | Innsbruck       | Austria  | /     |
| 17 aprile 2002  | Venezia         | Italia   | /     |
| 2 agosto 2002   | Merano          | Italia   | /     |

## 2003
| Data (2003)      | Città                 | Paese       | Luogo                  |
| ---------------- | --------------------- | ----------- | ---------------------- |
| Europa           |                       |             |                        |
| 18 gennaio 2003  | Warburg               | Germania    | /                      |
| 19 gennaio 2003  | Friburgo in Brisgovia | Germania    | /                      |
| 20 gennaio 2003  | Ludwigsburg           | Germania    | /                      |
| 21 gennaio 2003  | Weiden                | Germania    | /                      |
| 23 gennaio 2003  | Heidelberg            | Germania    | /                      |
| 24 gennaio 2003  | Ingolstadt            | Germania    | /                      |
| 25 gennaio 2003  | Heilbronn             | Germania    | /                      |
| 26 gennaio 2003  | Pétange               | Lussemburgo | /                      |
| 29 gennaio 2003  | Berlino               | Germania    | /                      |
| 30 gennaio 2003  | Lubecca               | Germania    | /                      |
| 1º febbraio 2003 | Jena                  | Germania    | /                      |
| 8 febbraio 2003  | Potsdam               | Germania    | /                      |
| 9 febbraio 2003  | Lipsia                | Germania    | /                      |
| 12 febbraio 2003 | Norimberga            | Germania    | /                      |
| 13 febbraio 2003 | Haldensleben          | Germania    | /                      |
| 14 febbraio 2003 | Ilsenburg             | Germania    | /                      |
| 15 febbraio 2003 | Dresda                | Germania    | /                      |
| 2 marzo 2003     | Monaco di Baviera     | Germania    | Gasteig (Philharmonie) |
| 19 giugno 2003   | Bad Arolsen           | Germania    | /                      |
| 12 luglio 2003   | Bad Saarow            | Germania    | /                      |
| 28 agosto 2003   | Aarburg               | Svizzera    | /                      |
| America          |                       |             |                        |
| 1º maggio 2003   | Las Vegas             | Stati Uniti | Venetian               |
| 2 maggio 2003    | Las Vegas             | Stati Uniti | Paris Theatre          |
| 3 maggio 2003    | Las Vegas             | Stati Uniti | Paris Theatre          |

## 2004
| Data (2004)      | Città             | Paese       | Luogo       |
| ---------------- | ----------------- | ----------- | ----------- |
| Europa           |                   |             |             |
| 24 febbraio 2004 | Berlino           | Germania    | /           |
| 25 febbraio 2004 | Lipsia            | Germania    | /           |
| 27 febbraio 2004 | Georgsmarienhütte | Germania    | /           |
| 28 febbraio 2004 | Lussemburgo       | Lussemburgo | /           |
| 1º marzo 2004    | Ingolstadt        | Germania    | /           |
| 2 marzo 2004     | Fellbach          | Germania    | /           |
| 3 marzo 2004     | Tuttlingen        | Germania    | /           |
| 23 marzo 2004    | Vienna            | Austria     | Konzerthaus |
| 25 giugno 2004   | Heppenheim        | Germania    | /           |

## 2005
| Data (2005)      | Città             | Paese    | Luogo                |
| ---------------- | ----------------- | -------- | -------------------- |
| Europa           |                   |          |                      |
| 16 gennaio 2005  | Schwangau         | Germania | Neuschwanstein       |
| 19 gennaio 2005  | San Gallo         | Svizzera | Theatre              |
| 20 gennaio 2005  | Zurigo            | Svizzera | Tonhalle             |
| 21 gennaio 2005  | Basilea           | Svizzera | Theatre              |
| 22 gennaio 2005  | Jena              | Germania | /                    |
| 12 febbraio 2005 | Monaco di Baviera | Germania | Philharmonie Gasteig |
| 13 febbraio 2005 | Magdeburgo        | Germania | /                    |
| 14 febbraio 2005 | Dresda            | Germania | /                    |
| 15 febbraio 2005 | Neubrandenburg    | Germania | /                    |
| 16 febbraio 2005 | Lipsia            | Germania | /                    |
| 17 febbraio 2005 | Norimberga        | Germania | /                    |
| 19 febbraio 2005 | Teningen          | Germania | /                    |
| 20 febbraio 2005 | Zwickau           | Germania | /                    |
| 21 febbraio 2005 | Erfurt            | Germania | /                    |
| 2 maggio 2005    | Aquisgrana        | Germania | /                    |
| 24 giugno 2005   | Weilburg          | Germania | /                    |
| 25 giugno 2005   | Essen             | Germania | /                    |

## 2006
| Data (2006)       | Città               | Paese       | Luogo                                   |
| ----------------- | ------------------- | ----------- | --------------------------------------- |
| Europa            |                     |             |                                         |
| 31 gennaio 2006   | Lussemburgo         | Lussemburgo | Grand Théatre                           |
| 2 febbraio 2006   | Amburgo             | Germania    | Läishalle-Musikhalle                    |
| 3 febbraio 2006   | Erfurt              | Germania    | Alte Oper                               |
| 4 febbraio 2006   | Neubrandenburg      | Germania    | Konzertkirche                           |
| 5 febbraio 2006   | Rostock             | Germania    | Stadthalle Rostock                      |
| 6 febbraio 2006   | Bremerhaven         | Germania    | Stadthalle Bremerhaven                  |
| 10 febbraio 2006  | Gießen              | Germania    | Kongresshalle Giessen                   |
| 11 febbraio 2006  | Riesa               | Germania    | Erdgasarena                             |
| 12 febbraio 2006  | Wernesgrün          | Germania    | Brauerei                                |
| 15 febbraio 2006  | Rosenheim           | Germania    | Stadthalle                              |
| 16 febbraio 2006  | Landshut            | Germania    | Eskara Halle                            |
| 17 febbraio 2006  | Norimberga          | Germania    | Meistersingerhalle Nürnberg             |
| 18 febbraio 2006  | Leoben              | Austria     | Stadthalle                              |
| 19 febbraio 2006  | Monaco di Baviera   | Germania    | Philharmonie                            |
| 20 febbraio 2006  | Passavia            | Germania    | Dreilaenderhalle                        |
| 22 febbraio 2006  | Zurigo              | Svizzera    | Maag Music Hall                         |
| 23 febbraio 2006  | Zurigo              | Svizzera    | Maag Music Hall                         |
| 24 febbraio 2006  | Zurigo              | Svizzera    | Maag Music Hall                         |
| 25 febbraio 2006  | Zurigo              | Svizzera    | Maag Music Hall                         |
| 28 febbraio 2006  | Lipsia              | Germania    | Gewandhaus zu Leipzig                   |
| 3 giugno 2006     | Arnsberg            | Germania    | Herdringen Schlosshof des Jagdschlosses |
| 4 giugno 2006     | Hessisch Lichtenau  | Germania    | Hessentag                               |
| 25 luglio 2006    | Graz                | Austria     | Congress Centrum Stefaniensaal          |
| 30 settembre 2006 | Königs Wusterhausen | Germania    | Konzerthaus                             |
| 5 ottobre 2006    | Vienna              | Austria     | Konzerthaus                             |

## 2007
| Data (2007)      | Città             | Paese    | Luogo                  |
| ---------------- | ----------------- | -------- | ---------------------- |
| Europa           |                   |          |                        |
| 21 gennaio 2007  | Friburgo          | Svizzera | Forum                  |
| 22 gennaio 2007  | Basilea           | Svizzera | Stadtcasino            |
| 23 gennaio 2007  | Zurigo            | Svizzera | Kongresshaus           |
| 27 gennaio 2007  | Monaco di Baviera | Germania | Gasteig (Philharmonie) |
| 3 febbraio 2007  | Warburg           | Germania | Konzerthaus            |
| 4 febbraio 2007  | Neubrandenburg    | Germania | Konzertkirche          |
| 7 febbraio 2007  | Berlino           | Germania | Philharmonie           |
| 9 febbraio 2007  | Bochum            | Germania | Ruhr Congress          |
| 10 febbraio 2007 | Erfurt            | Germania | Alte Oper              |
| 12 febbraio 2007 | Ulma              | Germania | Congress               |
| 24 febbraio 2007 | Bamberga          | Germania | Konzerthalle           |
| 25 febbraio 2007 | Salzwedel         | Germania | Konzerthaus            |
| 26 febbraio 2007 | Lipsia            | Germania | Gewandhaus             |

## 2008
| Data (2008)     | Città    | Paese    | Luogo / Formazione                |
| --------------- | -------- | -------- | --------------------------------- |
| Europa          |          |          |                                   |
| 30 marzo 2008   | Locarno  | Svizzera | Palazzetto Fevi                   |
| 8 ottobre 2008  | Berna    | Svizzera | /                                 |
| 9 ottobre 2008  | Dietikon | Svizzera | /                                 |
| 10 ottobre 2008 | Coira    | Svizzera | /                                 |
| 11 ottobre 2008 | Cham     | Svizzera | Rondò Veneziano Chamber Orchestra |

## 2009
| Data (2009)     | Città    | Paese    | Luogo / Formazione                                        |
| --------------- | -------- | -------- | --------------------------------------------------------- |
| Europa          |          |          |                                                           |
| 10 gennaio 2009 | Trieste  | Italia   | Rossetti / Rondò Veneziano                                |
| 1º ottobre 2009 | Amriswil | Svizzera | Pentorama / Rondò Veneziano Chamber Orchestra             |
| 2 ottobre 2009  | Basilea  | Svizzera | Stadtcasino / Rondò Veneziano Chamber Orchestra           |
| 3 ottobre 2009  | Lugano   | Svizzera | Palazzo dei Congressi / Rondò Veneziano Chamber Orchestra |
| 4 ottobre 2009  | Lucerna  | Svizzera | KKL / Rondò Veneziano Chamber Orchestra                   |
| 5 ottobre 2009  | Merano   | Italia   | Kursaal / Rondò Veneziano Chamber Orchestra               |

## 2010
| Data (2010)    | Città        | Paese    | Luogo                          |
| -------------- | ------------ | -------- | ------------------------------ |
| Europa         |              |          |                                |
| 8 luglio 2010  | Pfaffnau     | Svizzera | Kloster St. Urban (Open Air)   |
| 9 luglio 2010  | Pfaffnau     | Svizzera | Kloster St. Urban (Open Air)   |
| 31 luglio 2010 | Calw         | Germania | Kloster Hirsau (Open Air)      |
| 27 agosto 2010 | Magdeburgo   | Germania | Elbaupark (Open Air)           |
| 28 agosto 2010 | Groß Behnitz | Germania | Landgut Borsig (Open Air)      |
| 29 agosto 2010 | Radebeul     | Germania | Schloss Wackerbarth (Open Air) |

## 2011
| Data (2011)      | Città             | Paese    | Luogo / Formazione     |
| ---------------- | ----------------- | -------- | ---------------------- |
| Europa           |                   |          |                        |
| 5 marzo 2011     | Erfurt            | Germania | Alte Oper              |
| 6 marzo 2011     | Monaco di Baviera | Germania | Gasteig (Philharmonie) |
| 13 novembre 2011 | Zurigo            | Svizzera | /                      |
| 14 novembre 2011 | Lucerna           | Svizzera | KKL                    |
| 15 novembre 2011 | Visp              | Svizzera | La Poste               |

## 2012
| Data (2013)     | Città             | Paese    | Luogo / Formazione     |
| --------------- | ----------------- | -------- | ---------------------- |
| Europa          |                   |          |                        |
| 25 gennaio 2012 | Monaco di Baviera | Germania | Gasteig (Philharmonie) |
| 24 marzo 2012   | Erfurt            | Germania | Alte Oper              |
| 25 marzo 2012   | Glauchau          | Germania | Stadt-Theater          |
| 26 marzo 2012   | Freiberg          | Germania | Konzerthaus Tivoli     |

## 2013
| Data (2014)    | Città   | Paese    | Luogo / Formazione |
| -------------- | ------- | -------- | ------------------ |
| Europa         |         |          |                    |
| 22 marzo 2013  | Limbach | Germania | Stadthalle         |
| 23 marzo 2013  | Erfurt  | Germania | Alte oper          |
| 24 marzo 2013  | Greiz   | Germania | Vogtlandhalle      |
| 20 aprile 2013 | Mosca   | Russia   | /                  |

## 2014
| Data (2014)    | Città             | Paese    | Luogo / Formazione     |
| -------------- | ----------------- | -------- | ---------------------- |
| Europa         |                   |          |                        |
| 28 marzo 2014  | Norimberga        | Germania | Meistersingerhalle     |
| 29 marzo 2014  | Reutlingen        | Germania | Stadthalle             |
| 30 marzo 2014  | Monaco di Baviera | Germania | Gasteig (Philharmonie) |
| 1º aprile 2014 | Zurigo            | Svizzera | Volkshaus              |
| 2 aprile 2014  | Emmenbrücke       | Svizzera | Kulturzentrum          |
| 3 aprile 2014  | Soletta           | Svizzera | Konzertsaal            |
| 3 aprile 2014  | San Gallo         | Svizzera | Tonhalle               |
| 4 aprile 2014  | Berna             | Svizzera | Kulturcasino           |

## 2015
| Data             | Città       | Paese    | Luogo / Formazione |
| ---------------- | ----------- | -------- | ------------------ |
| Europa           |             |          |                    |
| 16 aprile 2015   | Galgenen    | Svizzera | Tischmacherhof     |
| 17 aprile 2015   | Filderstadt | Germania | Philharmonie       |
| 18 aprile 2015   | Erfurt      | Germania | Alte Oper          |
| 19 aprile 2015   | Greiz       | Germania | Vogtlandhalle      |
| 13 novembre 2015 | Lucerna     | Svizzera | KKL                |

## 2016
| Data             | Città         | Paese    | Luogo / Formazione  |
| ---------------- | ------------- | -------- | ------------------- |
| Europa           |               |          |                     |
| 26 febbraio 2016 | Saint-Maurice | Svizzera | Théâtre du Martolet |
| 27 febbraio 2016 | Ginevra       | Svizzera | Théâtre du Leman    |
| 16 aprile 2016   | Erfurt        | Germania | Alte Oper           |
| 17 aprile 2016   | Halle         | Germania | Händelhalle         |
| 18 aprile 2016   | Lipsia        | Germania | Gewandhaus          |
| 25 agosto 2016   | Zofingen      | Svizzera | Moonlight Classics  |

## 2017
| Data            | Città   | Paese    | Luogo / Formazione    |
| --------------- | ------- | -------- | --------------------- |
| Europa          |         |          |                       |
| 7 febbraio 2017 | Basilea | Svizzera | Musical Theater       |
| 8 febbraio 2017 | Berna   | Svizzera | Kulturcasino          |
| 9 febbraio 2017 | Lugano  | Svizzera | Palazzo dei Congressi |
| 11 giugno 2017  | Lucerna | Svizzera | KKL                   |

## 2018
| Data           | Città       | Paese    | Luogo / Formazione           |
| -------------- | ----------- | -------- | ---------------------------- |
| Europa         |             |          |                              |
| 23 marzo 2018  | Filderstadt | Germania | Filharmonie                  |
| 24 marzo 2018  | Erfurt      | Germania | Alte Oper                    |
| 25 marzo 2018  | Glauchau    | Germania | Stadttheater                 |
| 21 aprile 2018 | San Gallo   | Svizzera | Tonhalle                     |
| 22 aprile 2018 | Ginevra     | Svizzera | Théâtre du Léman             |
| 2 giugno 2018  | Wermsdorf   | Germania | Schloss Hubertusburg         |
| 3 giugno 2018  | Rudolstadt  | Germania | Residenzschloss Heidecksburg |

## 2019
| Data            | Città   | Paese    | Luogo / Formazione |
| --------------- | ------- | -------- | ------------------ |
| Europa          |         |          |                    |
| 13 luglio 2019  | Ala     | Italia   | Città di Velluto   |
| 19 ottobre 2019 | Visp    | Svizzera | La poste           |
| 20 ottobre 2019 | Lucerna | Svizzera | KKL                |

## 2020
| Data              | Città   | Paese    | Luogo / Formazione |
| ----------------- | ------- | -------- | ------------------ |
| Europa            |         |          |                    |
| 12 settembre 2020 | Siegen  | Germania | Siegerlandhalle    |
| 18 ottobre 2020   | Lucerna | Svizzera | KKL                |

## 2021
| Data             | Città   | Paese    | Luogo / Formazione |
| ---------------- | ------- | -------- | ------------------ |
| Europa           |         |          |                    |
| 2 ottobre 2021   | Siegen  | Germania | Siegerlandhalle    |
| 14 novembre 2021 | Lucerna | Svizzera | KKL                |

## 2022
| Data            | Città         | Paese    | Luogo / Formazione    |
| --------------- | ------------- | -------- | --------------------- |
| Europa          |               |          |                       |
| 2 febbraio 2022 | Lugano        | Svizzera | Palazzo dei Congressi |
| 3 febbraio 2022 | Neuchâtel     | Svizzera | Salle de Musique      |
| 4 febbraio 2022 | Saint-Maurice | Svizzera | Théâtre du Martolet   |
| 5 febbraio 2022 | Berna         | Svizzera | Kulturcasino          |
| 6 febbraio 2022 | Ginevra       | Svizzera | Théâtre du Léman      |
| 15 ottobre 2022 | Ginevra       | Svizzera | Théâtre du Léman      |
| 22 ottobre 2022 | Lucerna       | Svizzera | KKL                   |